# العدنة (حقين)

تعديل مصدري - تعديل

العدنة محلة تابعة لقرية حديد، التابعة لعزلة حقين بمديرية حزم العدين إحدى مديريات محافظة إب في الجمهورية اليمنية، بلغ تعداد سكانها 42 حسب تعداد اليمن لعام 2004.